# پیدر سورین کرویر
پیدر سورین کرویر (زاده ۲۳ ژوئیه ۱۸۵۱ و درگذشته ۲۱ نوامبر ۱۹۰۹ میلادی) نقاش اهل دانمارک بود. وی از مشهورترین و محبوب‌ترین نقاشان گروه نقاشان اسکاگن و به شکلی غیررسمی سرپرست نگارگران اسکاگن هم به‌شمار می‌رفت.

## نگارخانه

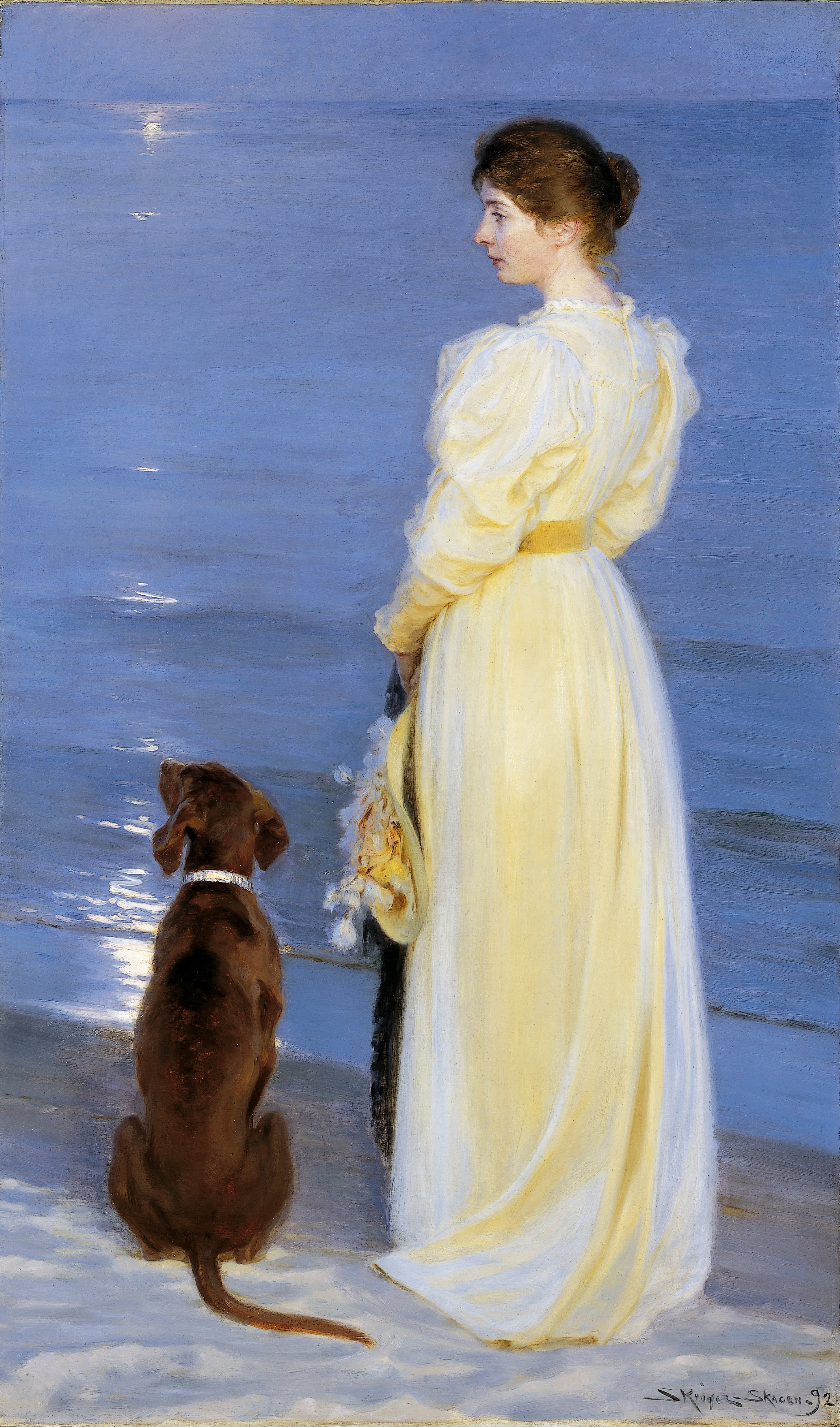
عصر تابستان در اسکاگن. همسر نقاش و سگشان لب ساحل ۱۸۹۲ م. موزهٔ اِسکاگنز
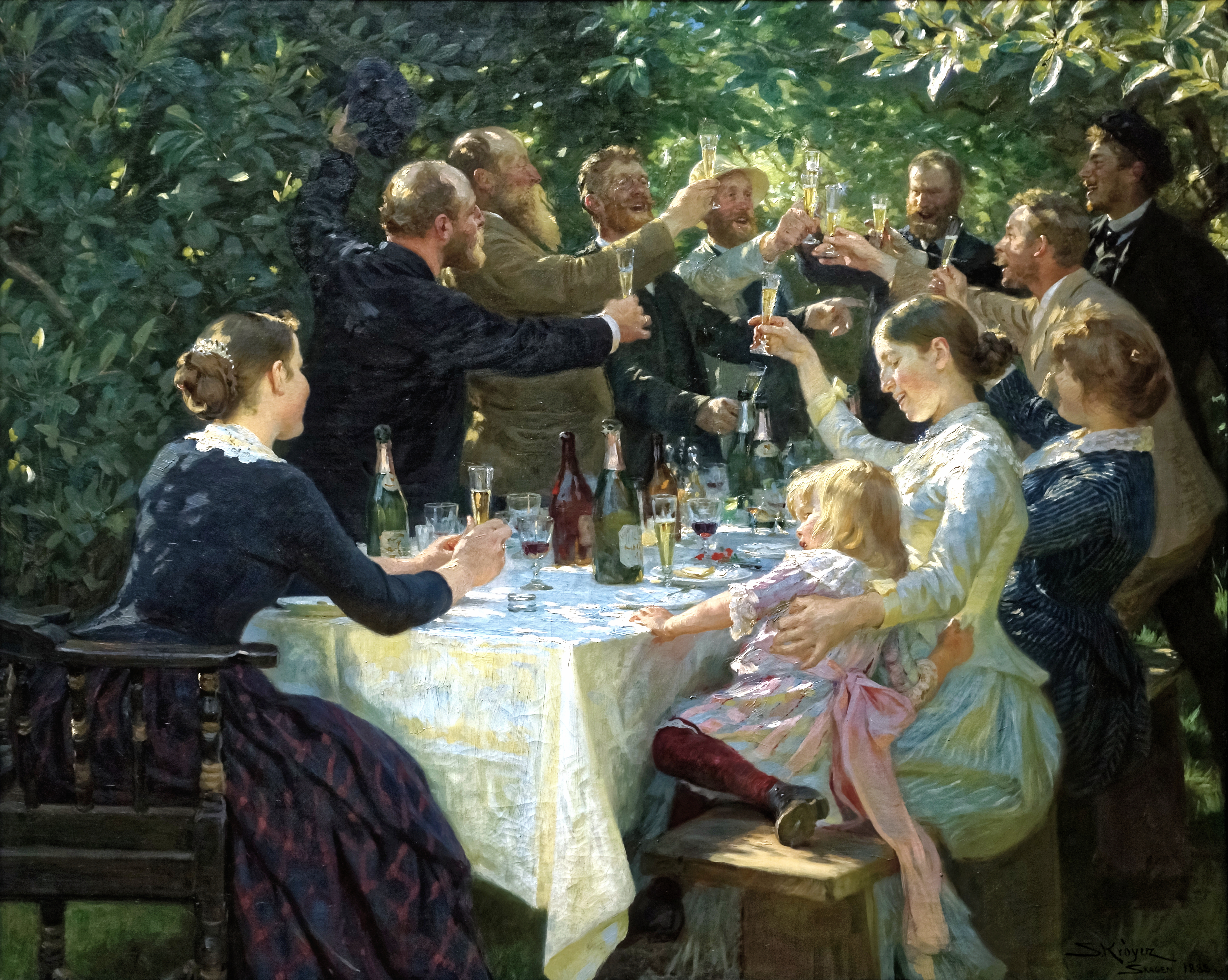
هیپ، هیپ، هورا! ۱۸۸۸ م. موزه هنر گوتنبرگ
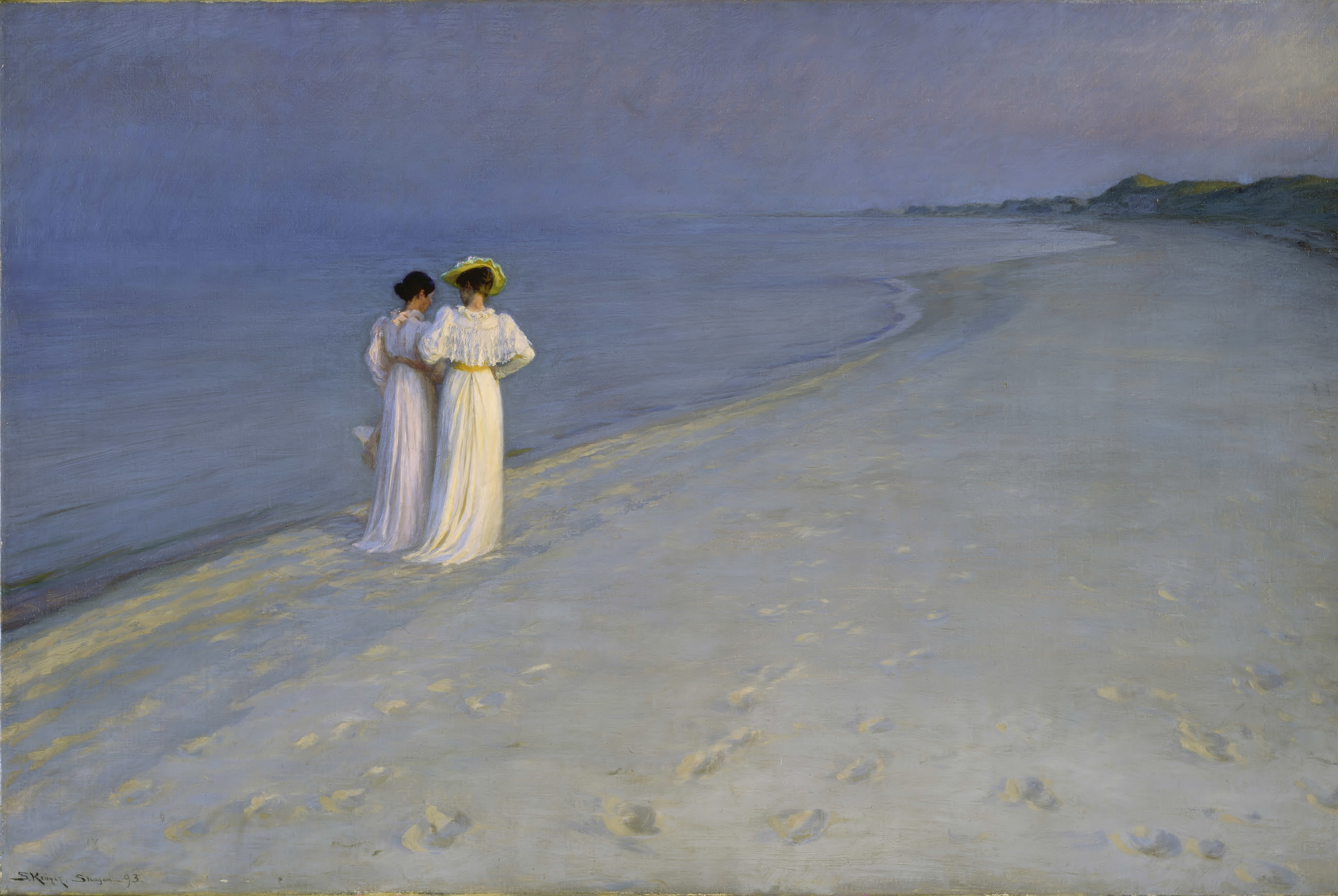
عصر تابستان در ساحل جنوبی ۱۸۹۳ م. موزهٔ اِسکاگنز
جلسه‌ای در آکادمی سلطنتی علوم دانمارک ۱۸۹۷ م. بنیاد کارلزبرگ
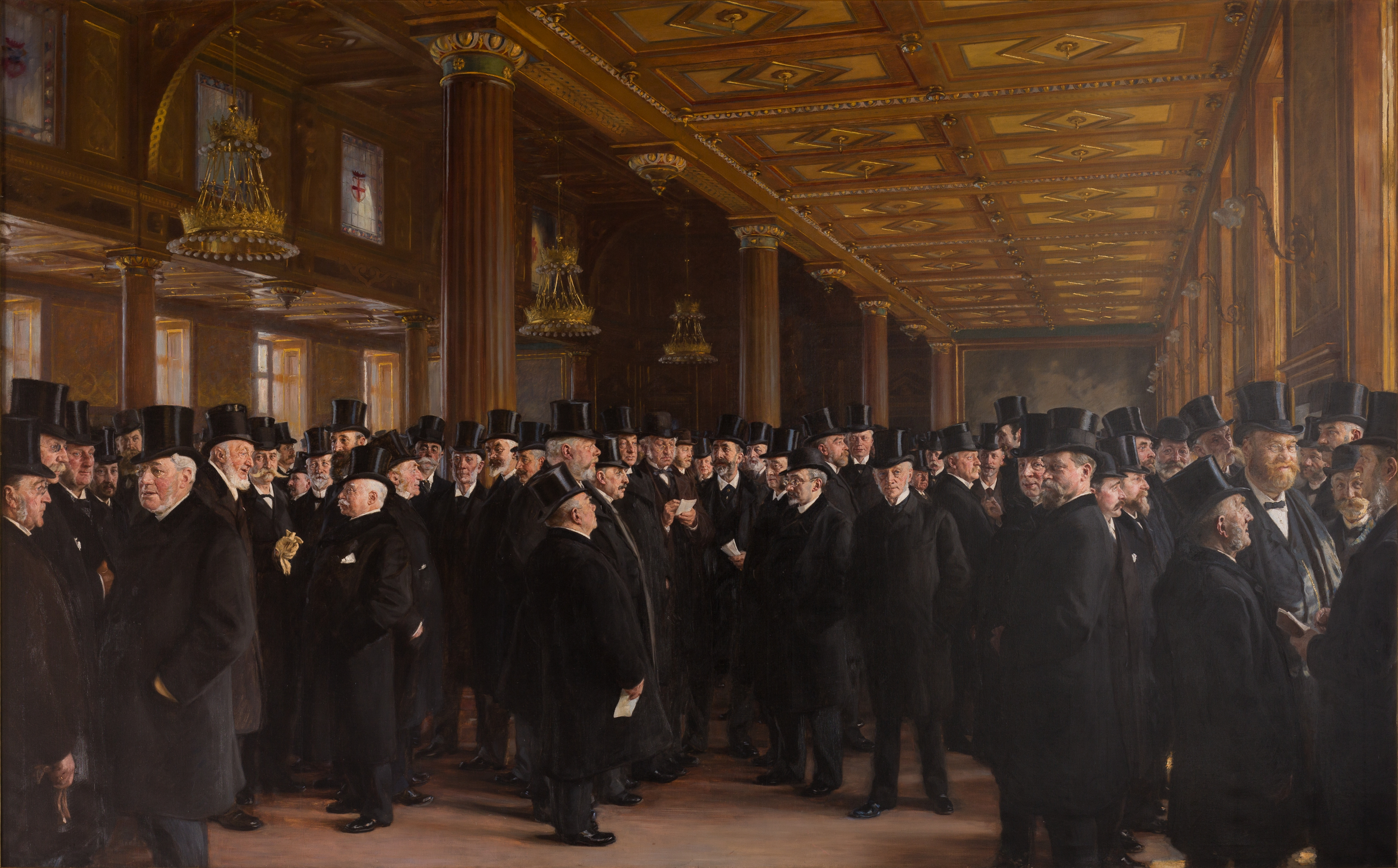
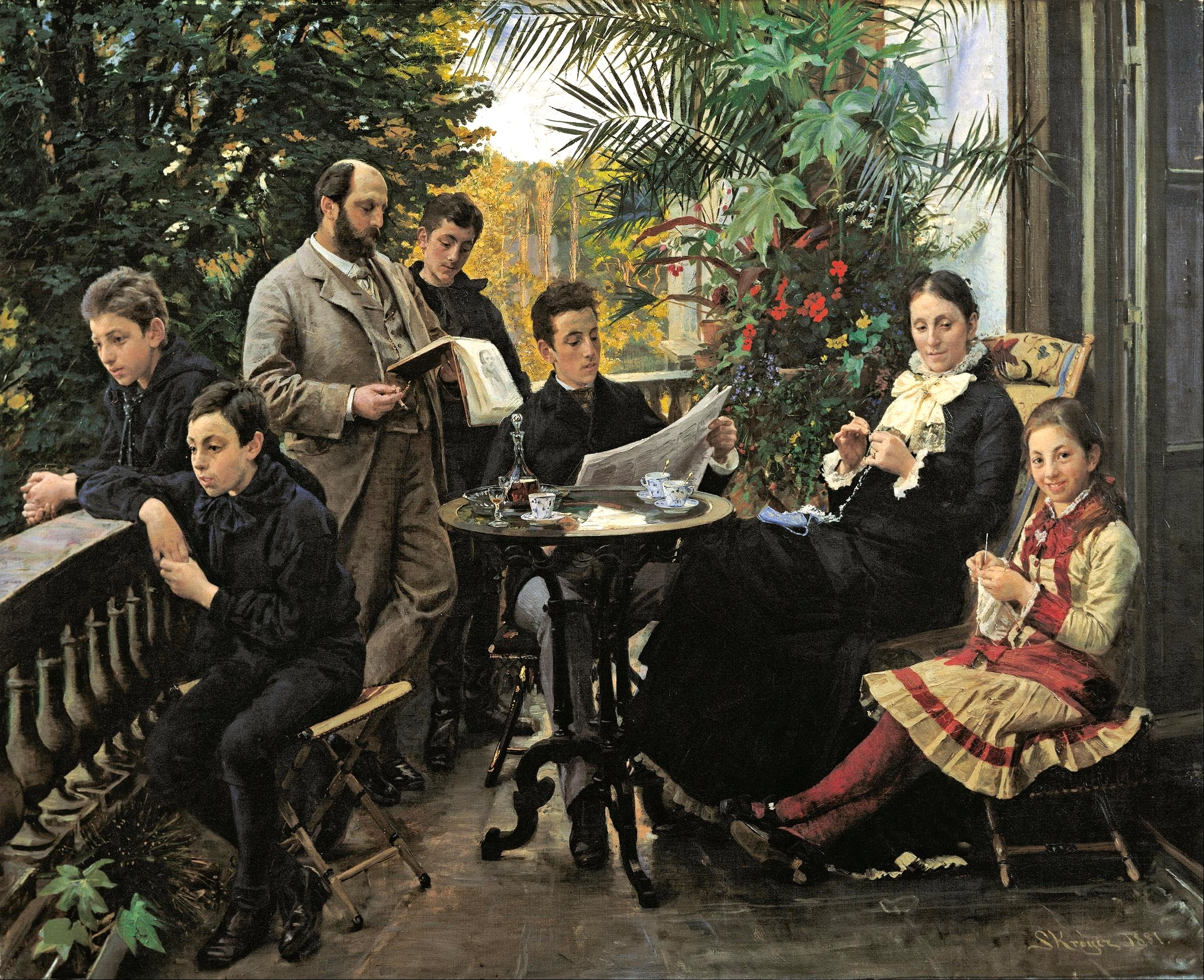
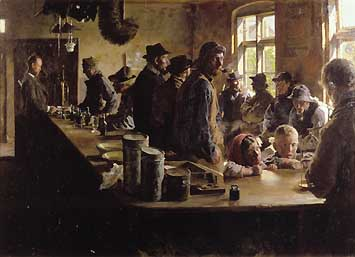
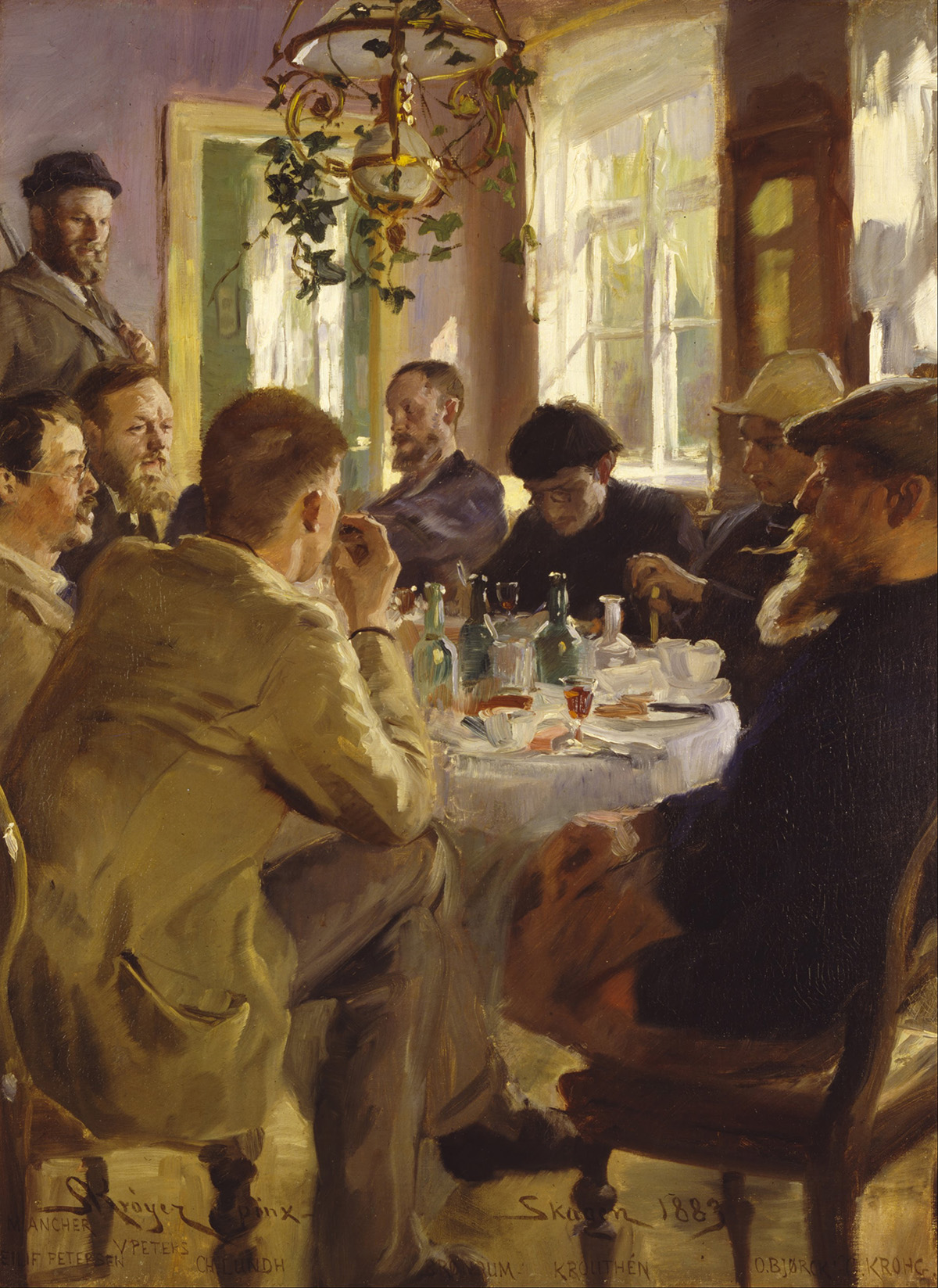
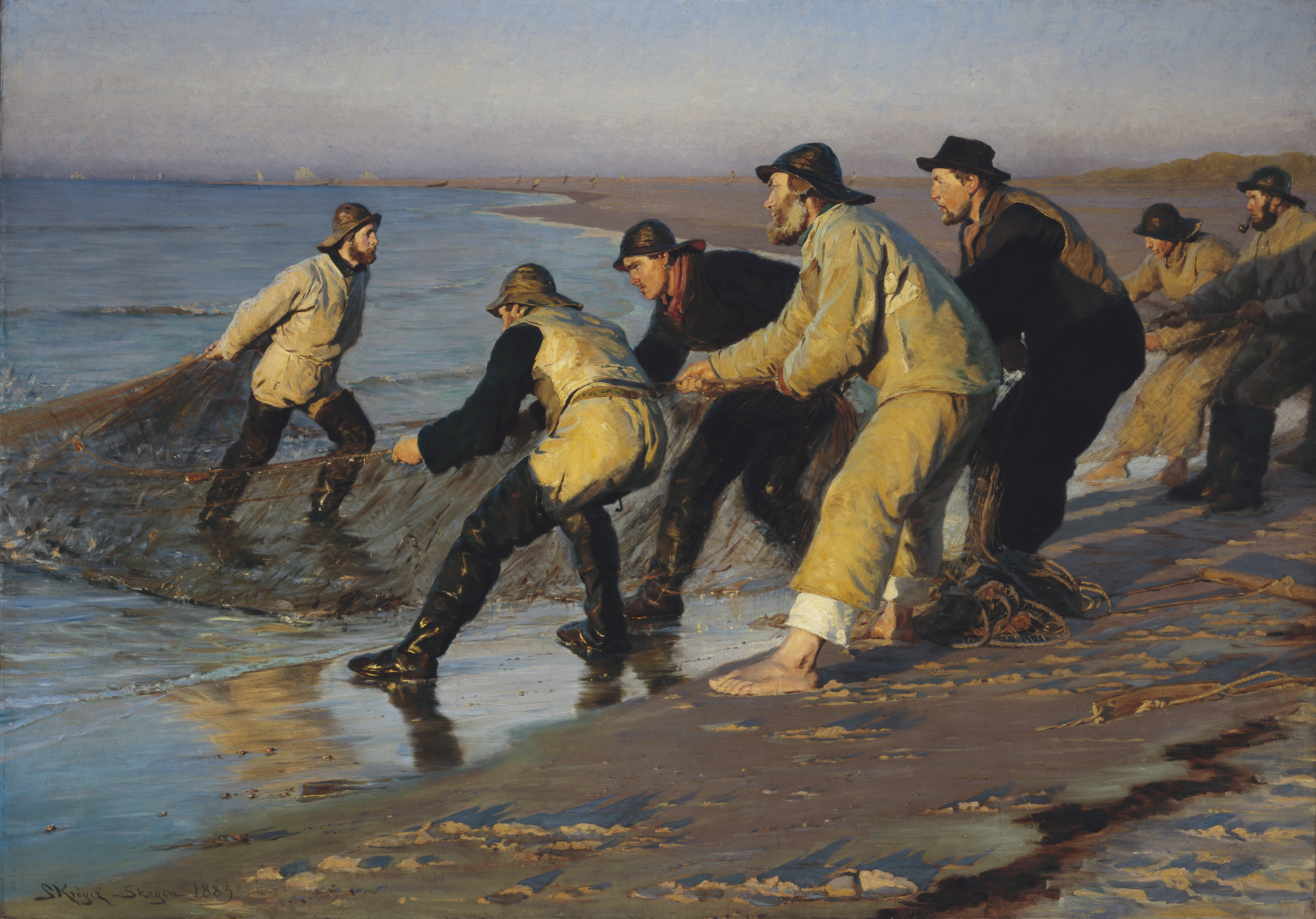
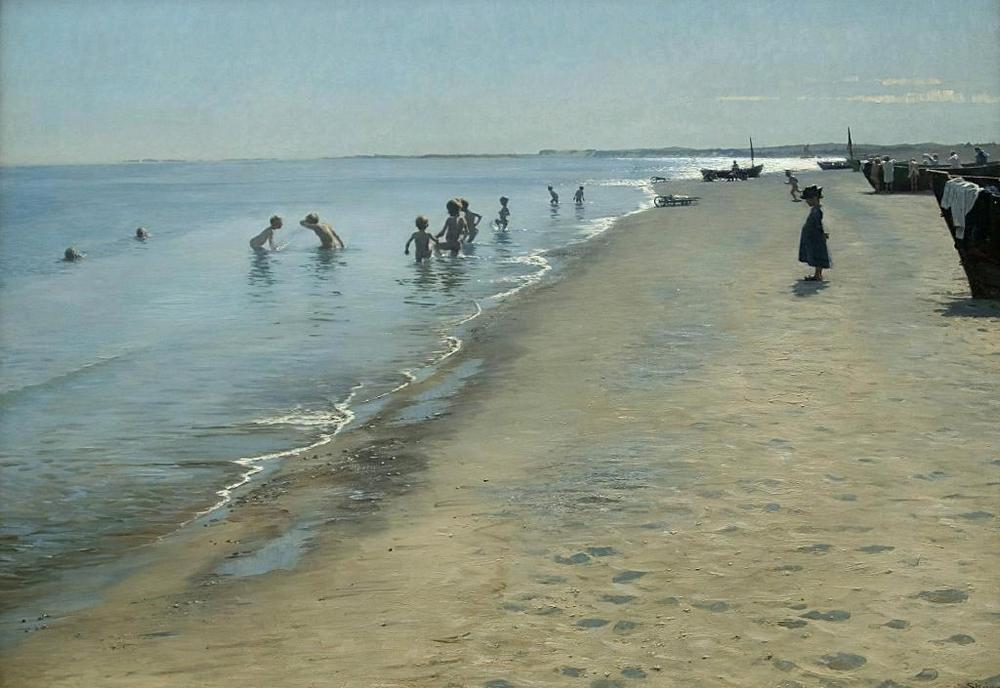
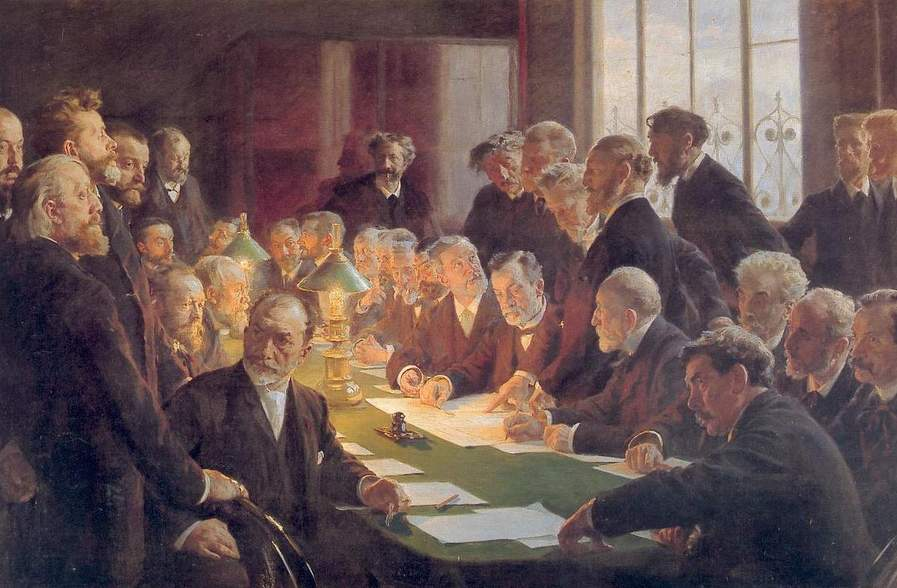
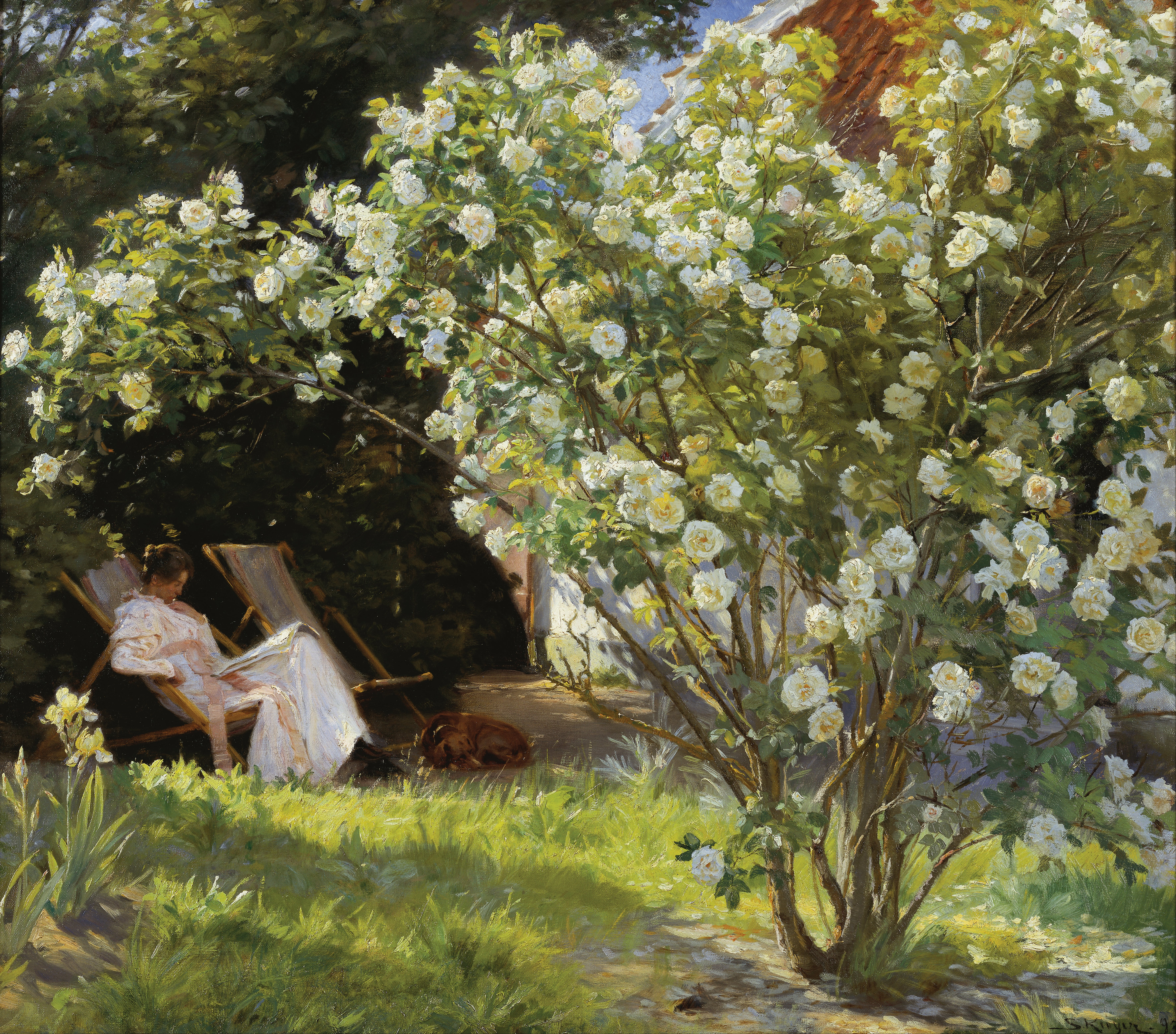
گل‌های رز ۱۸۹۱ م. موزهٔ اِسکاگنز
عصر تابستان در ساحل اِسکاگن؛ نقاش و همسرش
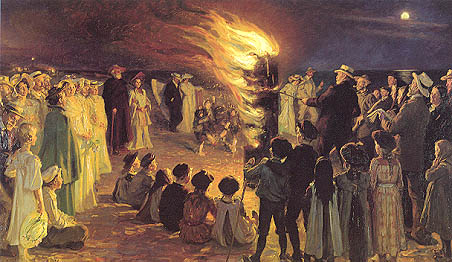
۱۸۹۹ م.
مجموعه هیرشپرانگ در کُپِنهاگ